# Vologaisés I.
Vologaisés I. (parthsky Valagaš) byl parthský velkokrál z rodu Arsakovců panující v letech 51–77/78. Jeho otcem byl král Vonónés II., někdejší vládce Atropatené v Médii, matkou konkubína řeckého původu.

## Vláda
Na trůn nastoupil po krátké vládě svého otce a brzy po převzetí moci jmenoval svého bratra Pakora králem v Atropatené a druhého bratra Tiridata (Trdata) se pokusil dosadit za panovníka v Arménii – tam byl v roce 52 zavražděn Římany podporovaný král Mithridatés. Následoval konflikt s císařem Neronem, který Arménii pokládal za vazalský stát impéria, a jistou dobu přecházela země z jedněch rukou do druhých. Roku 63 ji Vologaisés, jenž mezitím potlačil nepokoje doma, pevně ovládl a vědom si potřeby dohodnout se s Římem vyslal k Neronovi poselstvo v čele s Tiridatem. Nero v roce 66 prohlásil Tiridata králem Arménie, což znamenalo kompromis – Arménie zůstala vazalským státem impéria, ale panovala v ní vedlejší linie rodu Arsakovců.
Vologaisés po zbytek vlády usiloval o dobré vztahy s Římem, přesto se však mezi oběma zeměmi objevilo několik stínů. Z popudu nového císaře Vespasiana odmítli například Římané pomoci v roce 75 Parthům, když je ze severu ohrožovali Alani. Pro Vologaisa to muselo být obzvlášť trpké, neboť v roce čtyř císařů nabídl Vespasianovi, že mu pošle pohotově 40 000 jezdců, aby podpořili jeho nároky na trůn.
Z kulturního hlediska znamenala Vologaisova vláda ponenáhlý návrat k íránským tradicím a ústup vnějškové helenizace. Na mincích se místo řeckých legend objevují legendy psané v aramejštině a na reversu některých ražeb lze spatřit oltář s posvátným ohněm. Vnitropoliticky přineslo panování tohoto krále určitou míru stability, jež zvláště vyniká při srovnání s následujícím obdobím. Na podporu obchodu vzniklo poblíž Seleukie nad Tigridem nové město Vologaisiás.
Není s jistotou známo, jak rozřešil král následnickou otázku, zdá se však, že podporoval nároky jednoho ze svých synů, Pakora. Ten se po jeho smrti stal skutečně králem, od počátku však musel zápasit s dalšími pretendenty trůnu, což říši uvrhlo na téměř půlstoletí do stavu permanentní občanské války.